# Schuhspanner

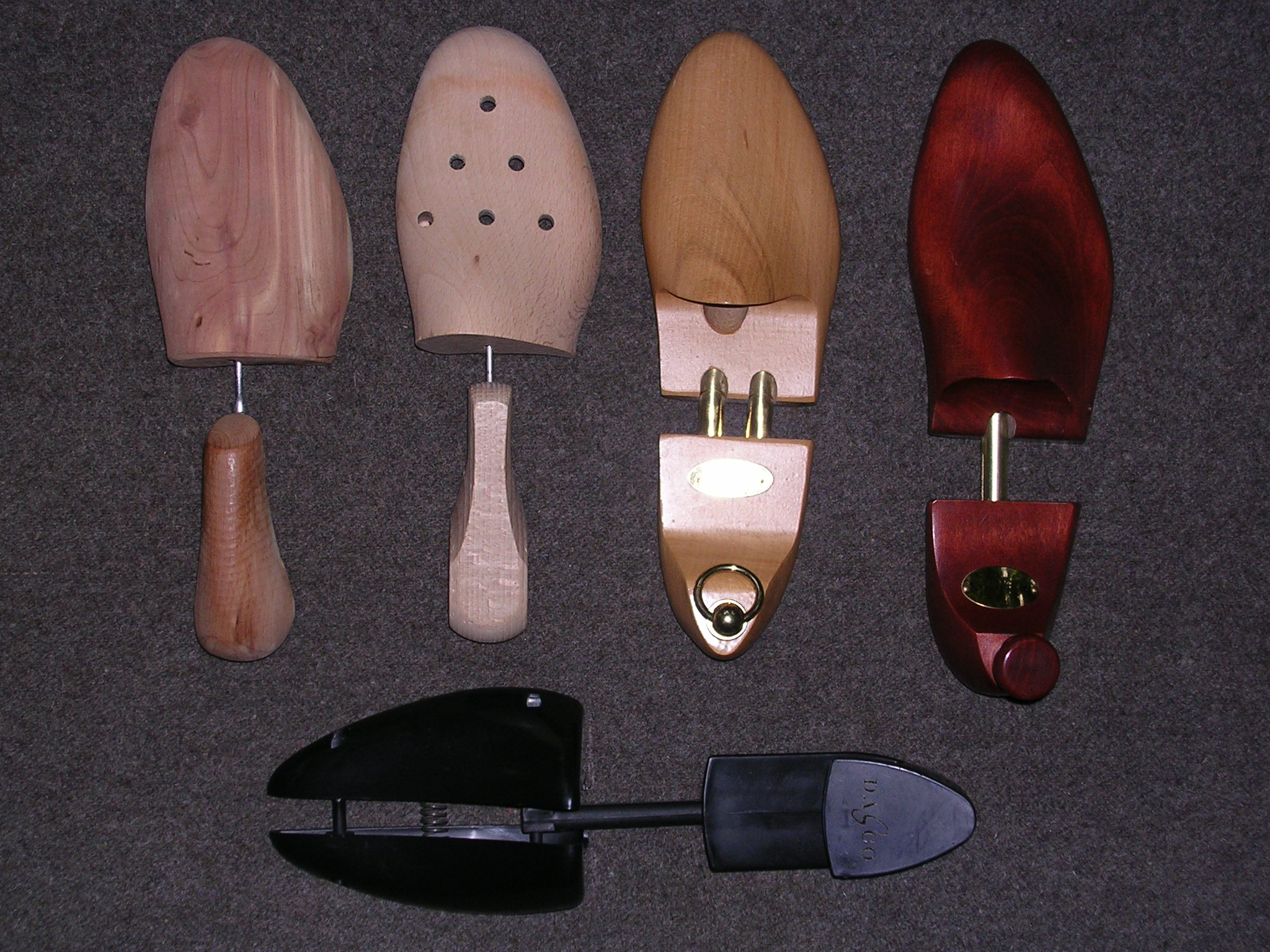
Schuhspanner (von links): "Red Cedar", Buche (beide mit Schraubklappgriff und unbehandelt), Buche (gewachst), Rosenholz, Kunststoff (alle drei mit Teleskopfedern, letzterer mit geteiltem Vorderblatt)

Schuhspanner (auch Schuhstrecker oder Spannleisten genannt) sind das Schuhvorderteil ausfüllende Formstücke, die nach dem Tragen von Schuhen in diese eingelegt werden. Sie dienen der Schuhpflege.

## Funktion
Schuhspanner sorgen für einen optischen Formerhalt und den Passformerhalt von Halbschuhen und Stiefeln, insbesondere bei Schuhoberteilen aus Leder. Gehfalten (Falten im Schaft oberhalb der Zehengrundgelenke, die durch die Stauchung des Materials beim Gehen entstehen) werden durch Schuhstrecker ausgeglichen. Bei genähten Schuhen entlasten sie die Bodennähte. Aufgrund des im Anschluss an das Tragen der Schuhe erfolgenden Trocknens des durch Fußausdünstungen immer etwas feuchten Leders besteht die Gefahr, dass der Schuhboden im Laufe der Zeit von dem sich beim Trocknen zusammenziehenden Schaft nach oben gewölbt wird. Das führt zu einer Verkürzung der Schuhe, so dass sie irgendwann nicht mehr passen. Schuhstrecker mit Schraubgewinde und Klappgriff verhindern diesen Effekt. Wenn die Spannleisten aus einem unbehandelten Holz bestehen, ermöglichen sie eine schnellere Trocknung des durch Fußausdünstungen feucht gewordenen Schuhs.

## Materialien

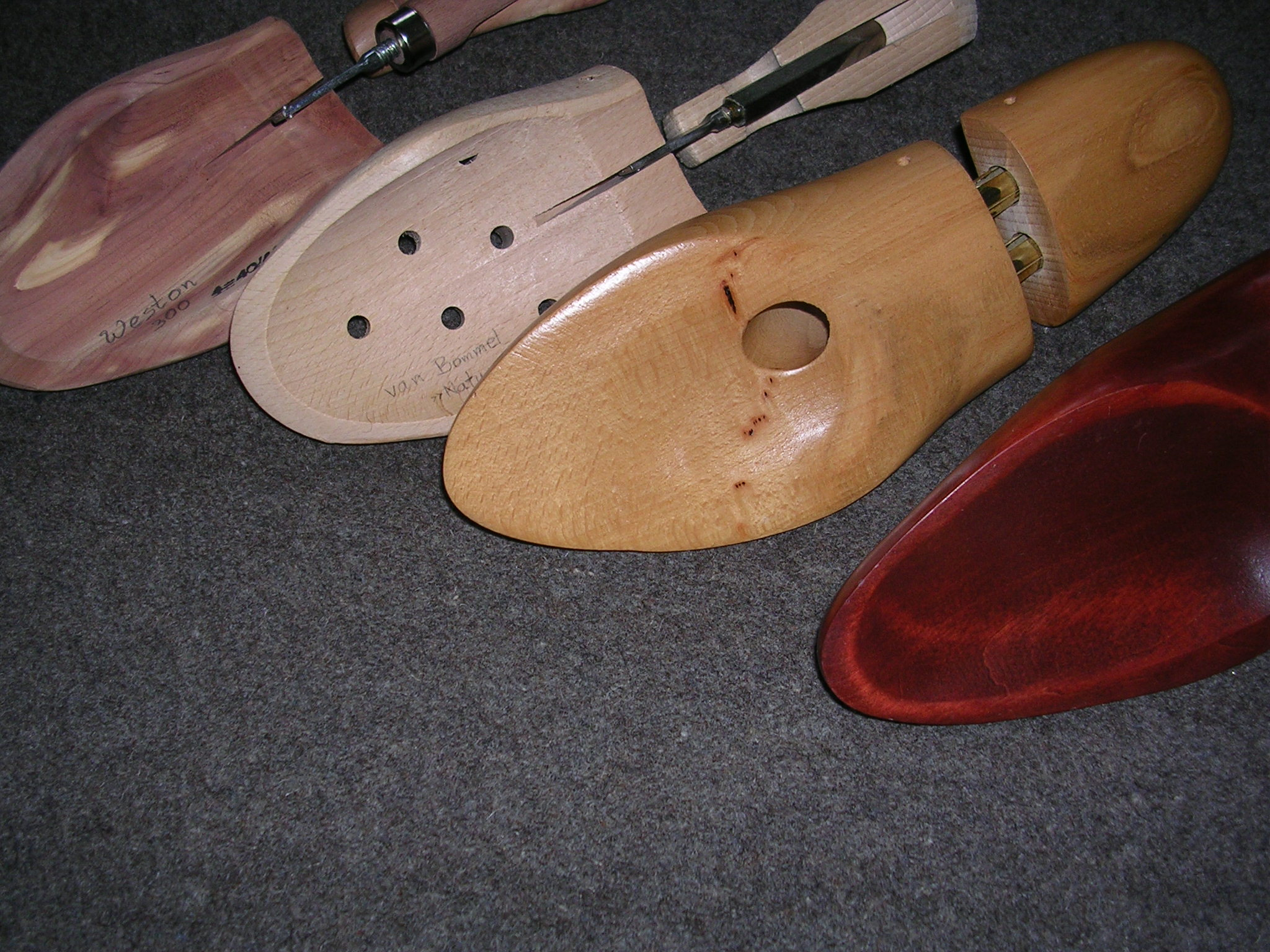
Die konkave Unterseite lässt die Luft zirkulieren.

Das traditionelle Material für Schuhspanner ist Holz. Normalerweise wird Buchenholz verwendet. Für höherwertige Schuhspanner wird das Holz des nordamerikanischen Riesen-Lebensbaumes verwendet, besser bekannt unter dem Handelsnamen „Zedernholz“. Seltener sind Schuhspanner aus Pappelholz (besonders leicht und geeignet für Reiseschuhspanner) oder aus tropischen Holzarten.
Niederpreisige Schuhspanner sind aus hartem Kunststoff (Polypropylen, PP). Der mit Viskose überzogene Hartschaum so genannter Halbspanner (siehe unten) besteht aus Polyurethan (PU).

## Größen, Formen, Typen

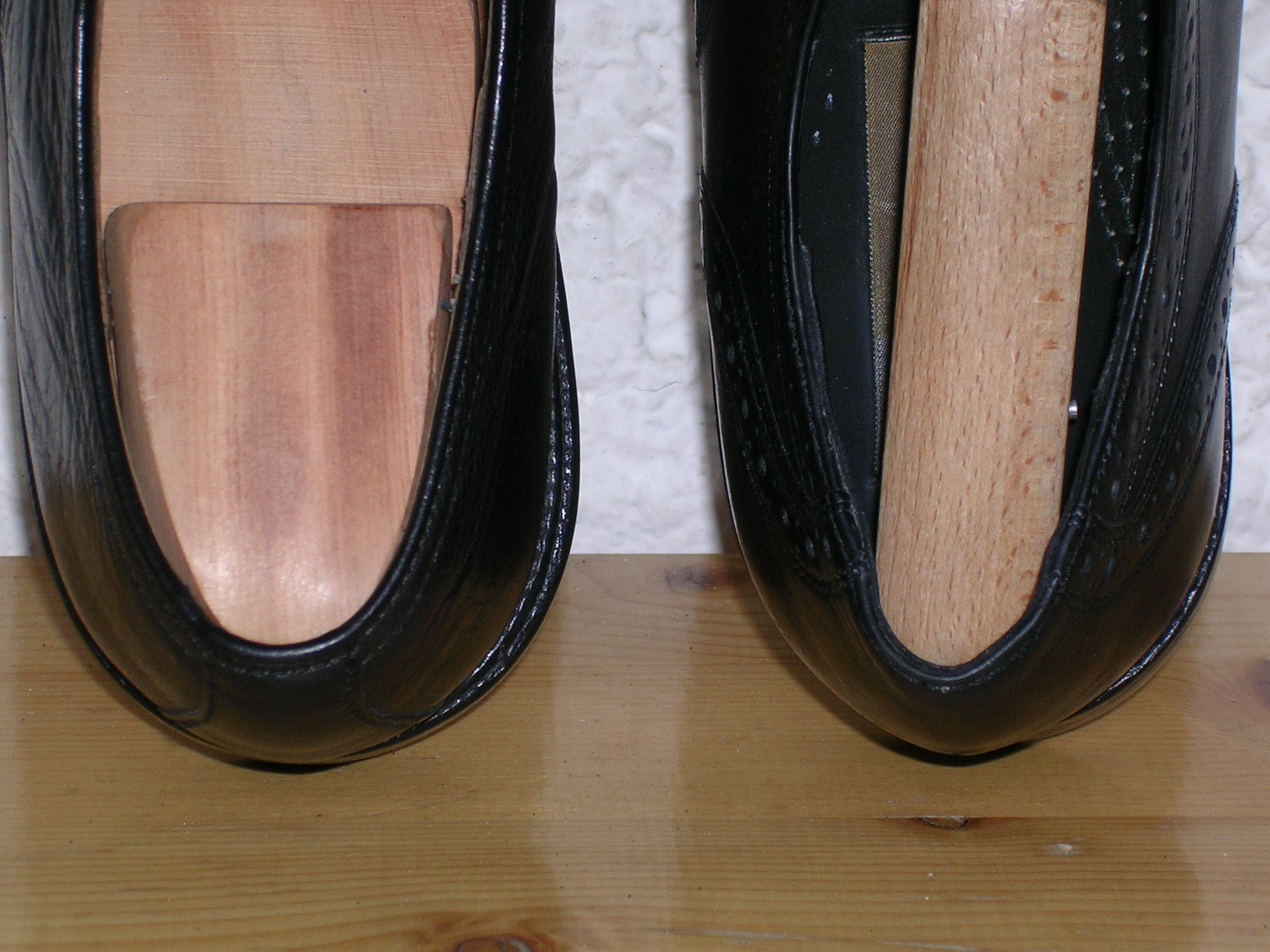
Das linke Fersenstück schont die Hinterkappe des Schuhs, das rechte ist zu schmal und zu kantig.

Schuhspanner werden passend zur Schuhgröße angeboten. Üblicherweise bestehen Schuhspanner aus drei Teilen: vorne das Vorderblatt, welches das Schuhvorderteil ausfüllt, hinten das Fersenstück, das die Hinterkappe ausfüllt und dazwischen ein drittes Teil, das für die zum Schuh passende Länge des Spanners sorgt, damit der Schuhstrecker mit einer leichten Spannung im Schuh liegt. Dafür sorgen entweder eine oder zwei Teleskopfedern zwischen Vorderblatt und Fersenstück oder eine in der Länge einstellbare Schraubverbindung beziehungsweise eine Schraubenfeder. Seltener werden hölzerne Schuhstrecker angeboten, die ähnlich einem Leisten ein keilförmiges Holz-Mittelteil haben, das beim Einschieben zwischen Vorderteil und Fersenteil die gewünschte Spannung erzeugt.
Die Vorderblätter werden von einigen Herstellern in verschiedenen Breiten und Formen angeboten. Für sehr breite Schuhe gibt es Schuhspanner mit zweiteiligen und mittels Federspannung auseinander gedrückten Vorderblättern.
Für Stiefeletten gibt es Schuhstrecker mit einem längeren und hochgezogenen Vorderblatt. Schuhstrecker für Schaftstiefel bestehen aus einem Fuß- und einem Beinteil. Das Fußteil entspricht weitgehend einem normalen Schuhstrecker. Das Beinteil ist in der Wadenweite regulierbar.
Um eine gute Durchlüftung des Schuhs zu gewährleisten, liegen die meisten Schuhstrecker nur am Rand auf der Innensohle auf und ihre Vorderblätter haben schlitzförmige oder runde Aussparungen.
Vorwiegend für leichte Damenschuhe werden auch Halbspanner angeboten, die nur aus einem Vorderblatt bestehen und lose in das Schuhvorderteil eingeschoben werden.

### Stiefelspanner und Schaftformer

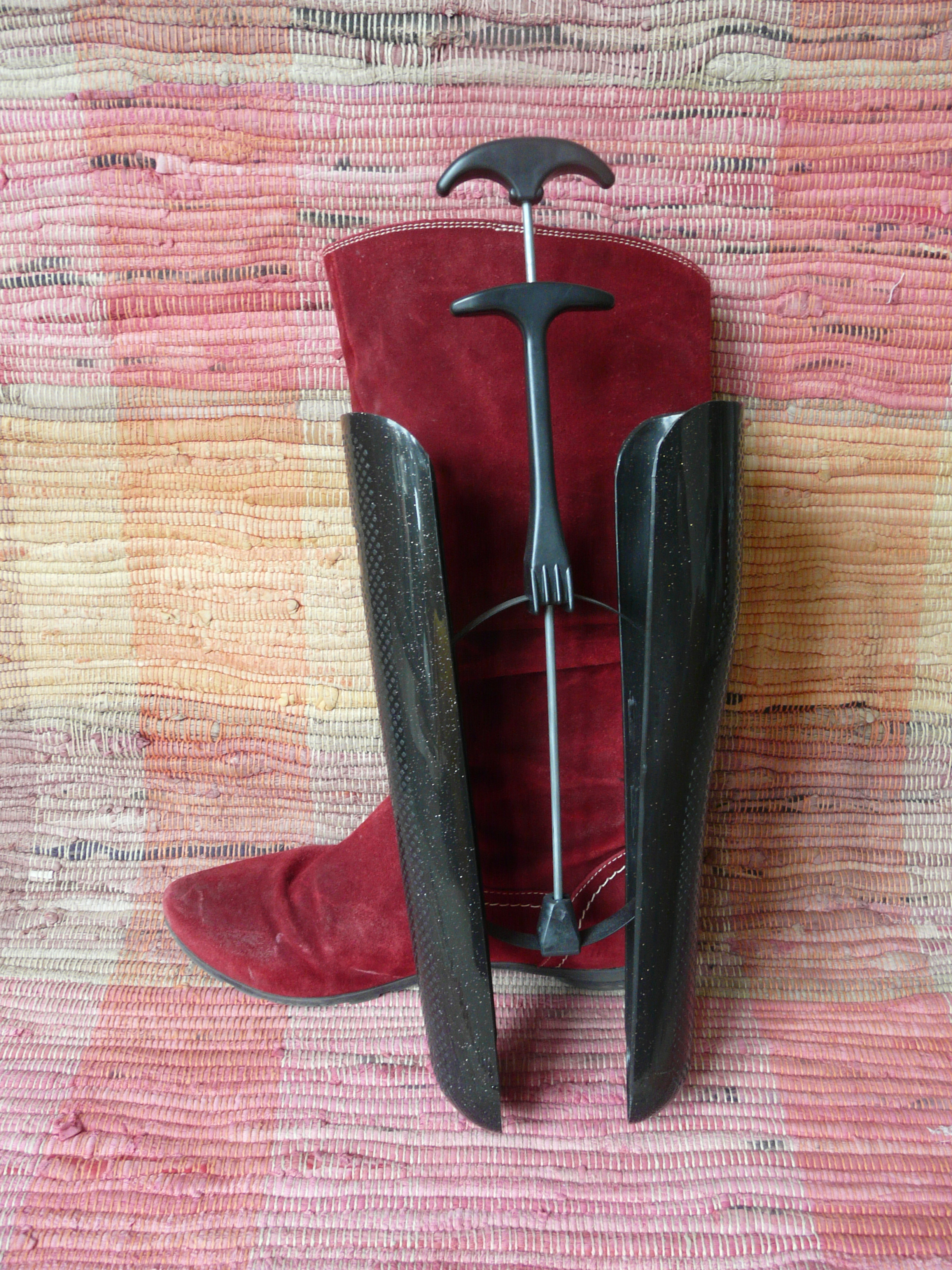
Stiefel mit Schaftformer

Für Stiefel gibt es auch Stiefelspanner. Sie sorgen sowohl für faltenminimierenden Formerhalt von Schaftrohr und Fußteil des Stiefels als auch für Luftzirkulation im Schuhinneren, weil sich das Schaftrohr dann nicht mehr seitlich umlegen kann. 
Stiefelspanner bestehen aus einem aus Kunststoff oder Holz gefertigten Fuß- und Beinstück. Diese sind entweder zusammenhängend oder bei preiswerten Ausführungen zwei separate Stücke. Das Beinstück besteht aus zwei Hauptteilen, die durch einen manuell zu verschiebenden dazwischen liegenden länglichen Keil das Schaftrohr ausfüllen und auf leichte Spannung bringen.
Anstelle spezieller Stiefelspanner erfüllen auch normale Schuhspanner im Fußteil des Stiefels in Verbindung mit Schaftformern im Schaftrohr den gleichen Zweck und ermöglichen zudem einen besseren Luftzutritt ins Stiefelinnere. Schaftformer (Kurzform von Stiefelschaftformer) bestehen aus zwei leichten, unter federnder Spannung miteinander verbundenen, länglichen Schalen aus Kunststoff oder Holz. In das Stiefelrohr eingelegt, halten sie es unter leichter Spannung offen und aufrecht. Eine Aufhängevorrichtung am oberen Ende des Schaftformers ermöglicht zugleich die hängende Aufbewahrung von Stiefeln.
Stiefelspanner und Schaftformer gibt es in verschiedenen Größen, die zu unterschiedlichen Wadenweiten und Stiefelrohrlängen passen.

## Wissenswertes für Auswahl und Verwendung

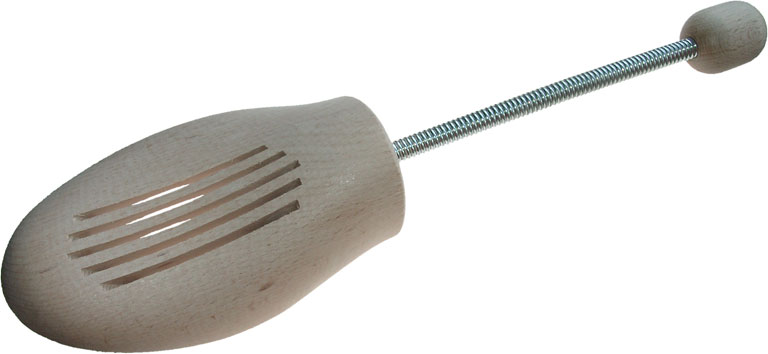
Spiralfederspanner

Das wichtigste Kriterium eines Schuhspanners ist seine Passform. Optimale Passform ist gegeben, wenn das Vorderblatt in der Form dem Schuhvorderteil entspricht und es vom Volumen her bestmöglich ausfüllt. Damit der Schuh nicht übermäßig gespannt wird, ist eine zur Schuhgröße passende Länge des Schuhstreckers wichtig. Ist das Fersenstück zu klein, zu kantig oder zu schmal, wird die Hinterkappe des Schuhs verformt und unnötig stark belastet. Breite, weich gerundete Fersenstücke schonen die Schuhe. 
Um ein Ausleiern weicher, dünner Schäfte und leichter Schuhe (z. B. Mokassins) zu vermeiden, werden in diese Halbspanner (Schuhstrecker ohne Fersenstück) eingelegt. 
Spiralfederspanner können Schuhe unnötig belasten, wenn sie zusätzlich zu dem kleinen Fersenstück einen zu starken Zug oder Druck ausüben.
Schuhspanner werden direkt nach dem Tragen in die noch warmen Schuhe eingelegt, damit sich das beim Tragen ausgeweitete Leder bei der Trocknung wieder in die ursprüngliche Schaftform zurückzieht. Um das zu realisieren, müssen die Schuhstrecker mindestens einen ganzen Tag in den Schuhen verbleiben.